# Braz
Braz (Bergen op Zoom), artiestennaam van Bryan van Belzen, is een Nederlandse rapper en entertainer.

## Biografie
Braz verwierf in 2015 bekendheid door zijn imitaties van andere rappers. In zijn "Braz-sessies" imiteerde hij artiesten zoals Sevn Alias, Lijpe, D-Double, Frenna, Sticks, Gers Pardoel en Ronnie Flex. Daarnaast werkte hij samen met Teemong en Fresku aan diverse sketches.
Braz bracht in 2012 zijn debuutalbum De Reportage Van Een Zonderling uit. In juni 2016 bracht Braz de single Plezier uit, in samenwerking met Teemong. Een maand later volgde de single Testosteronbommen, geproduceerd door San Holo en met gastbijdragen van Mani, Killer Kamal, Fresku en Pietju Bell. Dit nummer is geïnspireerd op uitspraken van Geert Wilders over vluchtelingen, die hij "testosteronbommen" noemde. Beide nummers staan op het album BRAZPARK, dat hij in 2017 uitbracht.
Braz beschreef het album later als een onsamenhangende verzameling van verschillende stijlen. Hierdoor besloot hij een periode van rust in te lassen om zijn eigen artistieke identiteit verder te ontwikkelen. Gedurende deze zoektocht naar zelfontplooiing, verkende hij verschillende methoden, waaronder ayahuasca-ceremonies, zelfhulpboeken en seminars. Uiteindelijk resulteerde dit proces in zijn EP Dwaas uit 2022, waarin hij zingt over zijn worstelingen met mannelijkheid en zijn leven als muzikant.
In 2018 vormt Braz samen met Teemong de trap metal-groep Outerspass, waarmee ze tot op heden elf singles hebben uitgebracht. Hun debuutoptreden vond plaats tijdens het evenement VISSA in de Melkweg, dat werd georganiseerd door memetechno-dj Gladde Paling.